# Кальпурній
Тіт Кальпурній Сікул (*Titus Calpurnius Siculus, I ст. н. е. ) — давньоримський поет часів ранньої Римської імперії.

## Життя та творчість
Про родину немає відомостей. Відповідно до когномена його рід походів із Сицилії. Ймовірно був нащадком вільновідпущеників з родини Кальпурніїв. Напевне мешкав у Римі за правління імператорів Калігули, Клавдія та Нерона. За якусь провину його мали заслати до Піренейського півострова, проте допомогли захисники (Сенека Молодший або хтось з Кальпурніїв). В подальшому мешкав у Римі.
З доробку Кальпурнія Сікула відомо про 7 буколік. Вони складають бездоганну збірку, в якому 1, 4, 7 буколіки містять вихваляння імператора Нерона. Вустами пастуха автор оспівує в них юну красу володаря, пишність організованих ним ігор та пророкує з його правлінням настання нового золотого віку. Решта чотири твори збірки мають типово буколічний характер. Також вони містять пісенні агони (2, 4, 6), перемежовуються з побудованими на основі монологу.
У буколіка Сікула присутні нові мотиви — співоче змагання між пастухом і садівником, в якому кожен автор вихваляє переваги свого роду занять, або поради старого пастуха, повчає молодого наступника, як потрібно доглядати за стадом. У віршованій техніці Кальпурний наслідує Вергілія і Овідія, використовуючи гекзаметри, створені у суворій відповідності з правилами метрик.